# Skënder Bruçaj
Skënder Bruçaj (Velika Malesija, 22. lipnja 1976.), albanski teolog, deveti po redu veliki muftija Muslimanske zajednice Albanije.

## Životopis
Skënder Bruçaj je završio osnovnu školu u svom rodnom mjestu, te je bio među prvim učenicima koje je Muslimanska zajednica Albanije 1992. godine poslala na studije u Tursku. Godine 1996. završio je medresu "Beykoz Imam Hatip" u Istanbulu. Nakon toga završio je više studije na Institutu za strane jezike Sveučilišta na Bosforu, u kojem je nakon potvrđivanja engleskog jezika nastavio studije psihologije na Fakultetu društvenih nauka. Tokom 2010. i 2011. godine završio je postdiplomski studij, dok je zapravo pohađao doktorske studije na tezi: "Upravljanje kvalitetom u obrazovanju". 
Godine 2008. godine postavljen je za šefa jednog ureda na Sveučilištu Epoka u Tirani. U rujnu iste godine Muslimanska zajednica Albanije imenovala ga je šefom komisije za otvaranje Sveučilišta Bedër, gdje je po otvaranju bio predavač na Filozofskom fakultetu, na Odjelu za islamske znanosti i pravo.
Rukovodstvo Muslimanske zajednice Albanije izabralo je Bruçaja za svog potpredsjednika u prosincu 2013., a za velikog muftiju u ožujku 2014. Mnogi albanski muslimani smatraju da je izbor Brucaja na to mjesto bio ilegalan. Mišljenja su, da je izborom Brucaja došlo do miješanja pokreta Fethullah Gülena u tu organizaciju, koji je po njima do tada nastojao dominirati glavnom muslimanskom institucijom u Albaniji. Kao novoizabrani vođa, Bruçaj je izjavio da je osnovana radna grupa koja će staviti određene džamije koje ne slijede Muslimansku zajednicu Albanije pod kontrolu te organizacije. Tokom kolovoza 2014. godine, nakon što je albanska vlada sprovela operacije na okončanju aktivnosti na uzgajenje droga u Lazaratu, Bruçaj je posjetio selo i pozdravio muslimanske obitelji koje su se zbog svojih religijskih ubjeđenja distancirale od aktivnosti vezanih za drogu.

## Vanjske poveznice
- Zurkolić uspostavio kontakte sa FETO kao odgovor na Erdoganov prijem Ugljanina i Biševca